# Bantu

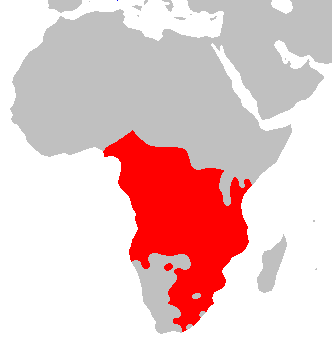
Rozmieszczenie plemion bantu na terytorium Afryki

Bantu – zespół około 400 grup etnicznych zamieszkujących tereny przede wszystkim stepowe w środkowej i południowej Afryce. Liczą łącznie około 100 mln ludzi, trudnią się głównie rolnictwem i hodowlą. Ich organizacje plemienne zostały rozbite w XIX w. przez europejskich kolonizatorów.

## Historia migracji ludów bantu
Wśród specjalistów od bantuistyki nie ma zgody co do pierwotnej siedziby i kierunków ekspansji ludów Bantu. Zwykle jednak za ich praojczyznę uważa się tereny dzisiejszego Kamerunu i południowo-wschodniej Nigerii.
W 1980 roku D.W. Phillipson zaproponował następującą chronologię wędrówek ludów Bantu, opierając się na materiale leksykograficznym, wskazującym na wzajemne oddziaływania między językami tej rodziny (a także zewnętrzne z językami środkowosudańskimi), oraz danych archeologicznych:

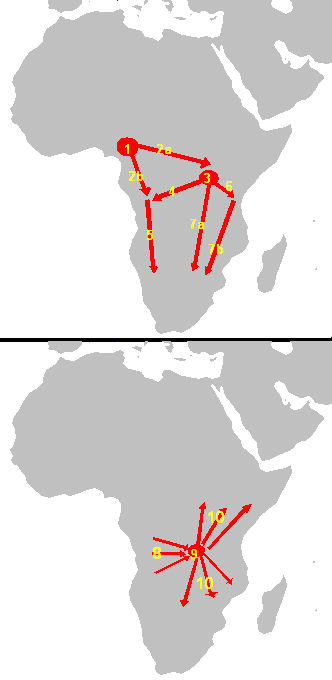
Hipoteza rozprzestrzeniania się języków bantu według D.W. Phillipsona

- Faza 1 – około 1000 p.n.e. tworzy się społeczność protobantu. Podobnie jak poprzednicy Phillipson przyjął za praojczyznę języków bantu obszary dzisiejszego Kamerunu i południowo-wschodniej Nigerii.
- Faza 2a – w okresie 1000–400 p.n.e. część ludów bantu przemieszcza się na wschód, wzdłuż północnej granicy lasu tropikalnego. Ludy Bantu mają tu kontakt z ludnością mówiącą wczesnymi językami środkowosudańskimi (grupa nilo-saharyjska). Świadczą o tym liczne zapożyczenia leksykalne.
- Faza 2b – jednocześnie, w okresie 1000–200 p.n.e. inna część ludów Bantu wędruje z pierwotnej siedziby w kierunku południowym wzdłuż wybrzeży Atlantyku.
- Faza 3 – w okresie 400–300 p.n.e. ludność Bantu migrująca na wschód tworzy na terenach Międzyjezierza kulturę Urewe (kultura wczesnej epoki żelaza).
- Faza 4 – w okresie 300–100 p.n.e. część ludów kultury Urewe wędruje na zachód południowym skrajem lasu tropikalnego i miesza się tam z ostatnimi ludami fali migracyjnej 2b, dzieląc się z nimi zdobyczami techniki kultury Urewe.
- Faza 5 – zmieszane fale migracyjne 2b i 4 wędrują na południe tworząc około roku 100 p.n.e. ośrodek późniejszego rozprzestrzeniania się języków bantu na Afrykę Południową.
- Faza 6 – w okresie 100–200 n.e. ludy kultury Urewe przemieszczają się ku wybrzeżom Oceanu Indyjskiego na obszarach dzisiejszego pogranicza Tanzanii i Kenii, tworząc tam kulturę Kwale. Powstają tu języki pochodzące bezpośrednio od narzeczy używanych przez ludy fali migracyjnej 2a i kultury Urewe.
- Faza 7a i 7b – w okresie 300–400 n.e. ludy kultur Urewe i Kwale wędrują na południe
- Faza 8 i 9 – w okresie 400–500 n.e. ludy fali migracyjnej 5 wędrują na wschód i napotykają tam migrujące ludy z kultur Kwale i Urewe. W wyniku zmieszania się tych dwóch kultur powstaje około 500 roku n.e. nowy ośrodek kulturowy w regionie wyżyny Katanga na terenach obecnej Demokratycznej Republiki Konga.
- Faza 10 – w okresie 1000–1100 n.e. następuje ekspansja kultury 9 na cały obszar Afryki Wschodniej.

Populacja Bantu
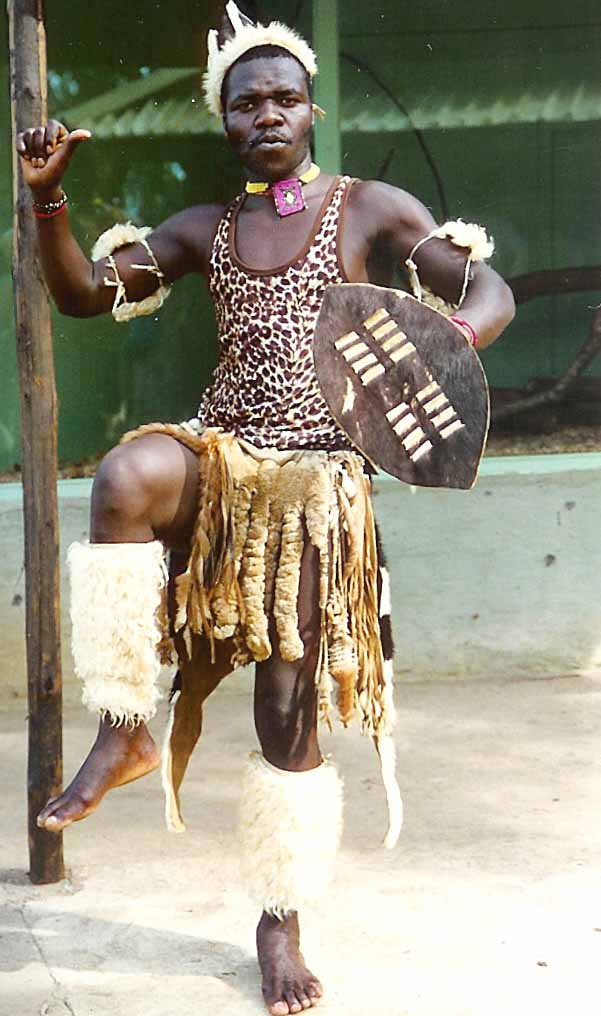
Przedstawiciel Bantu w tradycyjnym stroju
Bantu z Gwinei Równikowej